# DN Tower 21

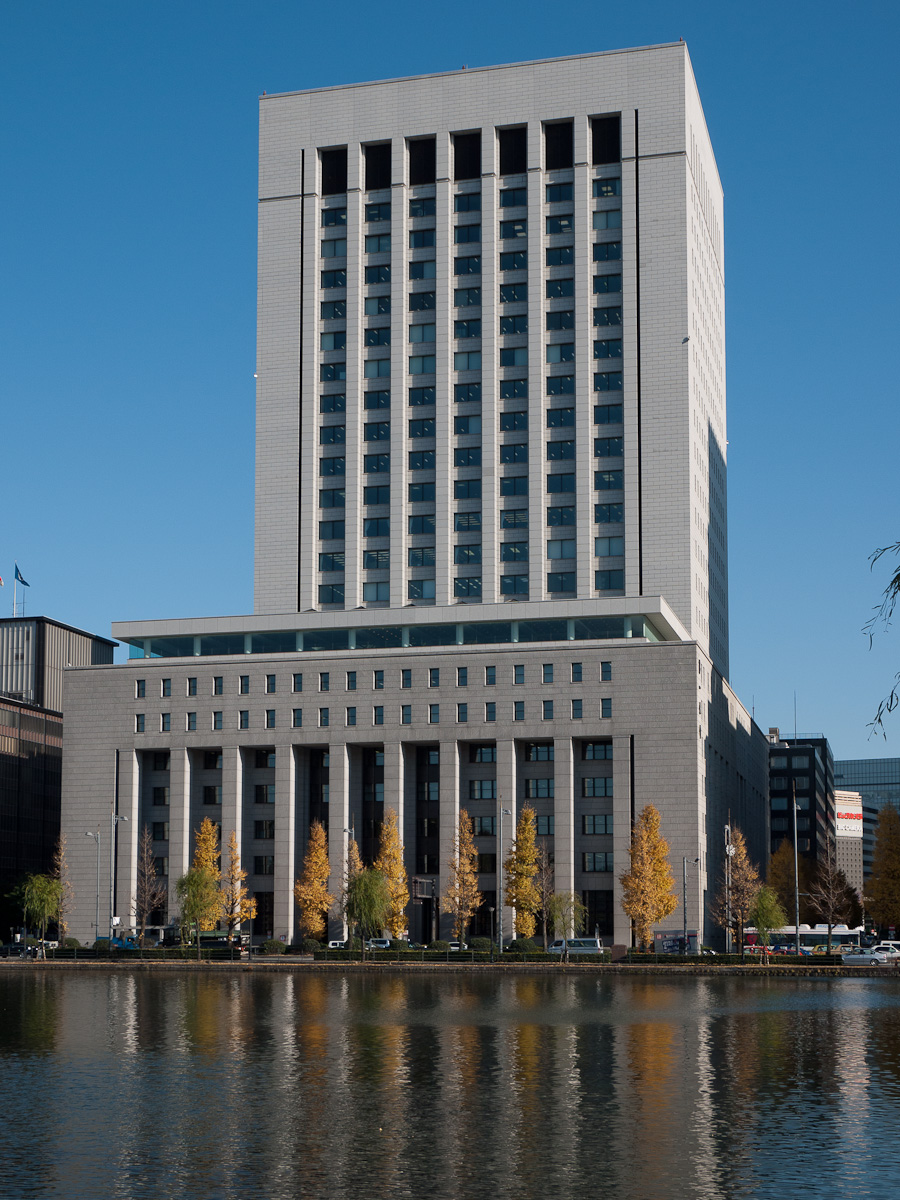
A Torre DN 21, na borda do fosso que cerca o Palácio Imperial.

DN 21 Tower é um edifício de escritórios em Tóquio, Japão. Construído em 1938 ela inclui o ex-prédio da Dai-Ichi Seimei, em que o Comandante Supremo das Forças Aliadas, Douglas MacArthur, tinha seu quartel-general durante a ocupação do Japão após a II Guerra Mundial. O Governo Metropolitano de Tóquio tem designado DN Tower 21 como uma construção histórica.
O prédio foi construído pela Companhia de Construção Shimizu. E foi o primeiro edifício do Japão a possuir quatro pisos subterrâneos (atualmente são três).